# Old Road
Old Road ist ein Ort in der Parish of Saint Mary auf der Insel Antigua, im Staat Antigua und Barbuda.

## Lage und Landschaft
Old Road Village liegt an der Südküste der Insel und ist der Hauptort des Südwestens. Er ist durch die Shekerley Mountains vom Rest der Insel getrennt; über dem Ort steht der Boggy Peak (zeitweise Mount Obama genannt; 402 m), der höchste Berg Antiguas.
Der Ort hat um die 1100 Einwohner. Old Road war für den Zensus 1991 in die statistischen Zählbezirke Old Road-West gegen die Cades Bay hin, Old Road-Central, Old Road-North am Bergfuß, Old Road-Morris Bay an der Morris Bay und Grace Bay und Old Road-Claremont an der Carlisle Bay und im Nordosten unterteilt.
|         |                                             |           |
| Urlings | Kompassrose, die auf Nachbargemeinden zeigt | Claremont |
|         |                                             |           |

## Wirtschaft und Infrastruktur
Mit dem Landesinneren ist der Ort durch den Fig Tree Drive über den Ortsteil Claremont durch die Shekerleys nach Swetes verbunden, die Küste entlang führt eine Straße nach Bolands an der Westküste. Nach Falmouth im Osten führt keine Straße an der Küste. Im Westen der Stadt führt die Straße auf den Boggy Peak.
Der Ort hat eine Volksschule und eine Kirche.
Old Road ist ein Tourismusort. In Claremont befindet sich das Luxushotel Carlisle Bay, zwischen Morris und Grace Bay das Curtain Bluff Hotel.